# Sakaria Beglarischwili
Sakaria Beglarischwili (georgisch ზაქარია ბეგლარიშვილი; * 30. April 1990 in Tiflis, Georgische SSR) ist ein georgisch-estnischer Fußballspieler. 

## Karriere

### Verein
Sakaria Beglarischwili wurde in Tiflis geboren, der Hauptstadt der damaligen sowjetischen Teilrepublik Georgien. Als Kind trat er dem Fußballverein Olimpi im 25 km von Tiflis entfernten Rustawi bei und spielte später auch dort fünf Mal für den Erstligisten. Im Jahr 2007 wurde Ajax Amsterdam auf den technisch versierten Spieler aufmerksam und verpflichtete ihn für den Nachwuchs. Beim Verein aus den Niederlanden kam der Mittelfeldspieler allerdings nicht zurecht, sodass er nach nur einem Jahr zurück nach Georgien ging. Dort unterschrieb er erst beim FC Dila Gori und später beim Eisenbahnerklub Lokomotive Tiflis einen Vertrag. Zu Beginn der Saison 2010 unterschrieb er einen Vertrag beim estnischen Rekordmeister Flora Tallinn. Zunächst kam er dort nur im zweiten Team in der Esiliiga zum Einsatz, konnte sich aber später in der ersten Mannschaft etablieren. In der Saison 2011 konnte er mit seinem Team die zweite Meisterschaft in Folge gewinnen.
Nach drei Jahren in Estland wechselte er zurück in seine georgische Heimat zu Sioni Bolnissi, blieb dort allerdings nur für eine halbe Saison und ohne Ligaspieleinsatz. Nach kurzer Vereinslosigkeit ging er Anfang 2014 zurück zum FC Flora und wurde dort direkt im ersten Pflichtspiel erneut estnischer Supercup-Sieger. 2019 wurde Beglarischwili erst an die Reservemannschaft des ungarischen Erstligisten Honvéd Budapest sowie später an Seinäjoen JK aus Finnland verliehen. Die Saison 2020 verbrachte er dann fest bei Kotkan Työväen Palloilijat, ehe der Mittelfeldakteur zum FC Levadia Tallinn ging. Dort wurde er in der Spielzeit 2022 mit 21 Treffern Torschützenkönig der Meistriliiga. Dann machte Beglarischwili 2023 einen Abstecher nach Usbekistan zum FK Turon Yaypan, bevor er die zweite Jahreshälfte in seine Heimat zurückkehrte und beim FC Gagra Tiflis unterschrieb. Auch dort blieb er nur kurze Zeit und zur Saison 2024 kehrte der Mittelfeldspieler nach Estland zum JK Trans Narva zurück.

### Nationalmannschaft
Von 2006 bis 2012 absolvierte Beglarischwili insgesamt 11 Partien für diverse georgische Jugendauswahlen. Am 11. November 2015 gab er dann sein Debüt für die georgische A-Nationalmannschaft bei einer 0:3-Testspielniederlage gegen Estland, als er in der 79. Minute für Waleri Qasaischwili eingewechselt wurde.

## Erfolge
- Estnischer Meister: 2010, 2011, 2015, 2017, 2021
- Estnischer Pokalsieger: 2011, 2016, 2021
- Estnischer Superpokalsieger: 2011, 2012, 2014, 2016, 2022

## Auszeihungen
- Torschützenkönig der Meistriliiga: 2022 (21 Tore)